# Lily Maxwell
Lily Maxwell var den första kvinna som röstade i ett engelskt parlamentsval, den 26 november 1867.
Lagen innehöll vid denna tid ingen specifikation om huruvida kvinnor hade rösträtt eller inte. Maxwell i Manchester var änka, och hade lyckats hamnat i röstlängden samt utnyttjade detta. Hon fick eskorteras till vallokalen av vakter för att undgå att bli lynchad av motståndare till kvinnlig rösträtt. Hon röstade på den liberale kandidaten, kväkaren Jacob Bright, som senare lade fram en proposition i parlamentet om kvinnlig rösträtt.
Händelsen ledde till att 5 346 kvinnor i Manchester krävde att få registrera sig för valet, och frågan om huruvida kvinnor faktiskt hade rösträtt eller inte drogs efter detta till domstol. Bland andra Richard Pankhurst företrädde rösträttskvinnornas sak, men de förlorade målet vilket var ett stort bakslag för rörelsen för kvinnlig rösträtt.